# Випробування ферментативної активності
Випробування ферментативної активності (англ. enzyme assays) — лабораторні методи вимірювання каталітичної активності ферментів. Вони життєво важливі для дослідження кінетики та інгібіювання ферментів.

## Одиниці ферментативної активності
Кількості ферментів зазвичай виражаються або в одиницях кількості речовини (молях) або в одиницях їх активності.
Ферментативна активність дорівнює кількості молей субстрату, що перероблюються ферментом в одиницю часу. Ферментативна активність є мірою кількості активного ферменту, присутнього в системі, і залежить від умов проведення реакції, які повинні окремо вказуватися в кожному випадку. Одиницею активності в системі SI є катал, 1 катал = 1 моль с−1, проте це дуже велика одиниця. Практичнішою позасистемною одиницею, що і використовується в більшості випадків, є «ферментативна одиниця» або «міжнародна ферментативна одиниця», що позначається літерою U чи IU, 1 U = 1 μмоль хв−1 (μ = мікро, x 10−6). 1 U дорівнює 16,67 нанокатал.
Також звичайною пов'язаною величиною є питома ферментативна активність. Вона вимірюється як активність ферменту на одиницю маси (зазвичай міліграм) повної маси білків та виражається в μмоль хв−1мг−1. Питома ферментативна активність є мірою чистоти ферменту.

## Типи випробувань
Всі випробування активності вимірюють або споживання субстрату або утворення продукту реакції протягом деякого часу. Існує ряд різних методів вимірювання концентрацій субстратов і продуктів, активність багатьох ферментів можна досліджувати різними способами. Біохіміки зазвичай вивчають реакції, що каталізуються ферментами, за допомогою чотирьох типів експериментів:

### Вимірювання початкової швидкості
Коли фермент працює з великим надлишком субстрату, фермент, зв'язаний із субстратом, тобто проміжний продукт реакції, накоплюється у розчині протягом швидкої початкової фази реакції. Після цього, кінетика реакції досягає стаціонарного стану, при якій кількість проміжного продукту залишається приблизно постійним протягом деякого часу, і швидкість реакції змінюється дуже повільно. Швидкість вимірюється протягом деякого періоду після досягнення квазі-стаціонарного режиму, зазвичай за домопогою спостереження накопичення продукту з часом. Оскільки вимірювання здійснюються протягом дуже короткого періоду і внаслідок великого надлишку субстрату, концентрація вільного субстрату залишається приблизно рівною його початковій концентрації. Вимірювання початкової швидкості є найпростішим експериментом для аналізу, тому що воно вільне від ускладнень, таких як зворотна реакція і деградація ферменту. Тому цей тип вимірювань найбільш широко використовується при дослідженні ферментативної кінетики.

### Отримання кривої прогресу
У цих експериментах кінетичні параметри визначаються через вираженя концентрацій типів молекул в розчині як функції часу. Концентрація субстрату або продукту записується починаючи від моменту закінчення швидкої початкової фази протягом довгого часу, дозволяючи реакції наблизитися до рівноваги. Хоча цей тип експериментів зараз і не дуже звичайний, такі експерименти широко використовувалися на ранніх періодах дослідження ферментативної кінетики.

### Експерименти швидкої кінетики
У цих експериментах, поведінка реакції відстежується протягом початкової швидкої фази, до досягнення проміжним продуктом реакції стаціонарного стану. Ці експерименти важчі для виконання, ніж експерименти перших двох типів, тому що вони вимагають швидкого змішування реагентів і швидких методів спостереження.

### Релаксаційні експерименти
У цих експериментах, суміш ферменту, субстрату і продукту, що знаходиться в різновазі, виводиться з неї швидким стрибком температури, тиску або pH, після чого спостерігається повернення системи до рівноваги. Аналіз цих експериментів вимагає розгляду зворотної реакції. Окрім того, релаксаційні експерименти відносно нечутливі до деталей процесу, і тому не дуже часто використовуються для визначення механізму реакції, хоча і можуть використовуватися для цієї цілі за певними умовами.
Крім того, випробування ферментативної активності можуть бути поділені на дві групи згідно з методом вимірювання: безперервні випробування, де вимірювання проводиться безперервно протягом реакції, і переривисті випробування, де реакція зупиняється, після чого визначається концентрація субстрату або продукту реакції.

## Безперервні випробування
Безперервні випробування найзручніші, тому що одного експерименту достатньо для встановлення швидкості реакції. Існує багато типів безперервних випробувань, залежно від методу детекції.

### Спектрофотометричні
У спектрофотометричних випробуваннях стан реакції визначається по змінам спектру поглинання розчину. Прикладом спектрофотометричного випробування є випробування MTT, яке використовує тетразольний барвник, що окислюється клітиною, для вимірювання швидкості росту клітин. Часто використовуються вимірювання поглинання в ультрафіолетовому діапазоні, оскільки багато білків поглинають в цій області, а такі коферменти як NADH і NADPH поглинають ультрафіолетове світло у відновленій формі, але не в окисленій. Активність оксидоредуктази, що використовує NADH як субстрат, таким чином може досліджуватися за допомогою вимірювання зменшення поглинання в ультрафіолеті (340 нм), де поглинає кофермент.
Якщо ферментативна реакція не приводить до змін в поглинальній здатності розчину, інколи можна викликати такі зміни за допомогою зв'язаного випробування (англ. coupled assay). При цьому використовується інша реакція, в якій продукт досліджуваної реакції служить субстратом і перетворюється на іншу, легко помітну речовину.